# 薄苞风毛菊
薄苞风毛菊（学名：Saussurea leptolepis），为菊科风毛菊属下的一个植物种。